# Matinella
Matinella è una frazione del comune di Albanella, in provincia di Salerno, da cui dista circa 6 km. Al 2014 contava 1 887 abitanti.

## Geografia fisica

### Territorio
Matinella è la maggiore frazione comunale di  Albanella, sita al centro del territorio comunale, alla confluenza tra le strade che da Eboli (via Persano) ed Altavilla Silentina portano a Capaccio e Paestum, e la Strada Provinciale n°11 che da Ponte Barizzo (Frazione di Capaccio) porta ad Albanella.

### Clima
La stazione meteorologica più vicina è quella di Capaccio-Paestum.

## Storia
La frazione si è principalmente sviluppata nell'immediato dopoguerra e si è notevolmente ingrandita negli anni successivi grazie al suo territorio prevalentemente pianeggiante.

## Monumenti e luoghi d'interesse

### Architetture religiose
- Chiesa Evangelica Pentecostale A.D.I.La chiesa evangelica A.D.I. (Assemblee di Dio in Italia) è un luogo di culto di recente costruzione, ubicato in via Cappasanta

- Parrocchia San Gennaro

struttura di recente costruzione, ubicata in via Giovanni XVIII
- Parrocchia Sant'Anna

ex parrocchia di San Gennaro,costruita negli anni 50 e ubicata in piazza S. Anna

## Società

### Evoluzione demografica
Negli ultimi decenni la frazione ha vissuto un notevole incremento demografico che vi ha portato quasi un terzo della popolazione comunale (1.887 su 6.358).

## Sport

### Impianti sportivi
- Palazzetto dello SportUbicato in Via Giovanni XVIII. Fornito di un campo regolamentare per calcio a 5, pallacanestro, pallavolo e pallamano. La tribuna ha una capienza di oltre 400 posti.